# Ministerio de Cultura de Azerbaiyán
El ministerio de cultura de Azerbaiyán - es un órgano ejecutivo de Azerbaiyán, que garantiza la ejecución de la política estatal en la esfera de la cultura, arte, historia y conservación de los monumentos de la cultura, sello y cinematografía. El ministerio actual fue establecido el 20 de abril del 2018 en la base del Ministerio de cultura y turismo. La actividad del Ministerio es regulada por el orden del Presidente de la República de Azerbaiyán del 18 de abril de 2006. El ministro actual es Adil Karimli.

## Historia
El ministerio actual fue establecido el 20 de abril de 2018 en la base del Ministerio de cultura y turismo.  El 30 de enero de 2006 el ministerio de cultura y el ministerio de turismo se unieron a un ministerio.

## Estructura
La estructura del Ministerio se aproba por el presidente de la República. El jefe del órgano es ministro, que junto con 4 viceministros son nombrados o destituidos por el presidente.
El ministerio de Cultura y turismo de Azerbaiyán se consta de oficina del Ministerio, órganos locales u otros, incluidos a su estructura y el Ministerio de Cultura y Turismo de la República Autónoma de Azerbaiyán.
- Oficina del ministerio
- Departamento del arte
- Departamento de la política cultural
- Departamento de cinematografía
- Departamento de patrimonio cultural
- Departamento de editorial, organización de promoción y información
- Departamento de ciencia y educación
- Departamento de las relaciones internacionales y programas culturales
- Departamento de personal
- Departamento económico
- Departamento de finanzas y registros
- Departamento de inversiones y programas técnicas
- Departamento de análisis analítico del  programa informático
- Departamento general
- Departamento de gestión de los asuntos

## Obligaciones
- asegurar la realización de los programas estatales y conceptos del desarrollo en el marco de su competencia;
- participar en el desarrollo de los proyectos de los programas estatales en esfera adecuada;
- coordinar la actividad de los otros órganos ejecutivos en esfera adecuada, también la actividad de estos órganos;
- asegurar la ejecución de los acuerdos internacionales, un parte de los que es Azerbaiyán;
- prestar las licencias y documentos jurídicos en esta esfera de conformidad con la Ley;
- asegurar la realización de los derechos y libertades del humano y ciudadano de conformidad con la Ley;
- tomar medidas adecuadas para la construcción, recuperación y reconstrucción de las instalaciones culturales, actualización del equipo técnico, planificación de las reparaciones;
- asegurar la protección de los monumentos históricos y culturales.

## Derechos
- preparar los proyectos y leyes de esfera adecuada o participar en la preparación;
- intervenir con la iniciativa de apoyo de Azerbaiyán en acuerdos internacionales;
- solicitar la información a los órganos locales y estatales;
- cooperar con las organizaciones internacionales para el estudio de la experiencia de los países extranjeros;
- tomar las medidas para formar especialistas y su perfeccionamiento en esfera adecuada;
- enjuiciar a las personas jurídicas y físicas por infracción de las normas de protección de los monumentos históricos y culturales  de conformidad con la Ley;
- realizar la supervisión en esfera adecuada;
- analizar y pronosticar ámbitos principales de esfera adecudadа;
- preparar los propuestos sobre inversiones a esta esfera.